# 間諜 (1964年の映画)
『間諜』（かんちょう）は、1964年の日本映画。主演・内田良平、松方弘樹、緒形拳、監督・沢島忠。製作・東映京都撮影所、配給・東映。モノクロ。「東映集団時代劇」の一本。

## 概要
武芸百般に人並外れた腕を持ち、女には絶対強い三人の間諜が幕府の命を受け、倒幕の陰謀ありと見られる四国阿波蜂須賀藩へ潜入し、秘密を探り出すまでの息詰まるスパイ行動を描いた異色作。

## キャスト
- 南新九郎：内田良平
- 松山征四郎：松方弘樹
- 佐々木忠行：緒形拳
- お千代：野川由美子
- おそで：宗方奈美
- おあき：楠侑子
- 蛸：田中邦衛
- 作爺：三島雅夫
- 藤兵衛：有馬宏治
- 吉岡平之亟：唐沢民賢
- 望月主馬：菅貫太郎
- 三田村軍十郎：有川正治
- 郷田弥八郎：兼田好三
- 七兵衛：岩尾正隆
- 喜助：西田良明
- 甚公：津田健二
- 源左衛門：疋田圀男
- 政吉：脇中昭夫
- 田沼兵助：国一太郎
- 甚左衛門：源八郎
- 与吉：前川良三
- お遍路の夫：鳳啓助
- お遍路の妻：京唄子
- 役人1：丘路千
- 役人2：結城哲也
- 藍番所役人：平沢彰
- 老婆うた：岡島艶子
- 松山の父：市川裕二
- 南の父：村居京之輔
- 佐々木の父：浪花五郎
- 人足権次：五里兵太郎
- 波藤隼人：天津敏

## スタッフ
- 監督：沢島忠
- 原作：長谷川公之・宮川一郎
- 脚色：沢島正・中島貞夫・鳥居元宏
- 企画：小倉浩一郎・松平乗道
- 撮影：古谷伸
- 美術：鈴木孝俊
- 音楽：佐藤勝
- 録音：渡部芳丈
- 照明：増田悦章
- 編集：宮本信太郎

## 製作

### 企画
若手スタッフによる東映京都撮影所（以下、東映京都）の改革を進める岡田茂東映京都所長は、異色時代劇の開拓に意欲を見せ、森義雄、天尾完次、松平乗道、橋本慶一ら、東映京都の若手プロデューサーに「企画書なんて出さなくてもエエから、いい考えがあれば口で言え!」と伝えた。この内、「007みたいなスパイ忍者がいろんな小道具を使う時代劇はできませんかね」というアイデアに、「それやそれ、ええな。よし題名は『間諜』で行け!」と製作を即断、「007の時代劇版をやれ」と指示を出した。「間諜」という言葉は戦国時代の末期から使われていた言葉で、将軍老中若年寄から直接命令を受けた諜報機関の活動をする者を指す。和製007を目指し、かくし道具には、タバコ入れの中身がドス、キセルから飛び出しナイフ、三味線ライフル銃、ちょんまげはヤスリ、ノコギリの道具箱といった趣向。和製007を目指すと公表したため、果たしてカッコよくいくかどうか、疑問」と評論家に揶揄された。

### キャスティング・撮影
撮影は1964年の7月から8月にかけて行われたが、ちょうど俳優座が『ハムレット』の公演で京都に近い大阪に来ていたため、俳優座を総出演させる計画であった。しかし俳優座から断られたため、脚本を練り直し、主役は3人で行くことになった。新劇俳優・内田良平が和製ジェームズ・ボンドを演じ、新国劇の緒形拳は映画は2本目で4年ぶりの映画出演、東映初出演は沢島の希望。松方弘樹は東映生え抜き。沢島忠監督は「アクションシーンには一切スタントマンを使わない」と宣言し、内田、松方、緒形の3人は生傷絶えない強行撮影に耐えた。高所恐怖症の松方にロッククライミングをやらせ、松方は震え上がったが、緒形は「新国劇の舞台では味わえないアクション演技が楽しい」と、内田は「ボクはどっから見てもメロドラマ向きじゃない。こういう役どころは得意中の得意でね」と逆に二人は喜んだ。武家の花嫁を演じる野川由美子は、時代劇初出演。同年の日活『肉体の門』でヌードになったため、裸を期待されたが、「もう絶対に裸はイヤ」と頑なにヌードを拒否した。
俳優座の総出演計画が頓挫したため、沢島が「東映京都のエネルギーを見せつけたい」と京都の大部屋俳優40人を抜擢した。その内の一人・唐沢民賢は、盲腸の手術後の病み上がりで泥水の池に飛び込んだ演技を岡田所長に評価され、所長賞と金一封を貰い、これを機に岡田に特に目をかけられるようになり、撮影所契約の大部屋俳優から、本社契約となって、本契約年6本の本編（映画）専属契約を勝ち取り、ギャラが跳ね上がり、一本立ちして家を建てることが出来たという。東映京都所長時代の岡田の権力は絶大で、役者も岡田に気に入られなければ役も付かない、監督でも一流大学を出て助監督をどれだけ長くやろうとも、二本監督をやって岡田に「才能なし」と評価が下されたら、撮影所内で飼い殺しに遭っていたという。
ラストシーンは兵庫県西宮市の蓬萊峡でロケが行われた。

## 作品の評価
『週刊読売』は「『忍者狩り』に似ているが、今度は"狩られる"方の話だ。最近の東映京都の時代劇は、片岡千恵蔵、市川右太衛門の両御大の姿も消え、新人監督たちが輩出され、いわば"集団時代劇"という新風を起こしているが、これはかつてのホープ・沢島忠監督作品。時代劇らしくない題名も近ごろのはやりである。相当金もかけ、出演俳優たちに肉体的虐待を加えていることはよく分かる。但し、沢島も、もっと若い世代に煽られたようで、彼本来のテクニックからすれば、内容、手法とも、少々無理した感じを受ける」などと評した。

## 同時上映
『列車大襲撃』
- 主演：梅宮辰夫 / 監督：若林幹